# 애슐리 콜드웰
애슐리 콜드웰(영어: Ashley Caldwell, 1993년 9월 14일~)은 미국의 프리스타일 스키 선수로 주 종목은 에어리얼이다. 올림픽에 4회 참가했으며 2022년 동계 올림픽 에어리얼 혼성 단체전 종목에서 금메달을 획득했다. 또한 세계 선수권 대회에서 금메달 2개, 은메달 1개, 동메달 1개를 획득했다.